# ONE STEP! feat.mini/Tomorrow never knows
「ONE STEP! feat.mini／Tomorrow never knows」（ワン ステップ フィーチャリング ミニ／トゥモロー ネヴァー ノウズ）は、BACK-ONの7枚目のシングル。2010年1月27日にcutting edgeから発売された。

## 概要
前作「flyaway」より1年ぶりの作品である。また、「BLAZE LINE/a day dreaming...」以来約2年ぶりの両A面シングルでの作品でもある。
前作より売り上げは大幅に落ちてしまった。
ジャケットには、『おまえならできる!』と書かれている。

## 収録曲
全曲、作詞：TEEDA & KENJI03、作曲：BACK-ON、JINプロデュースである。
1. ONE STEP! feat.mini [3:42]
2010年3月3日に歌手デビューする現役モデルのminiがフィーチャリングとして参加している。PVは、発売1週間前に制作されたため、発売数日後に公開された。BACK-ONのほか、miniも出演している。ちなみに、PV撮影当日にTEEDAは風邪を引いていたとブログで書いている。
2. Tomorrow never knows [4:01]
「ダイドーブレンド & デミタス」CMソング。1曲目のアップテンポな楽曲とは対照的にミディアムテンポな楽曲。CD発売情報が出る前に、レコチョクより着うた配信をしている。PVは存在しない。

## 収録アルバム
ONE STEP! feat.mini
- 『Hello World』
- 『AWESOME BEST』

Tomorrow never knows
- 『Hello World』（アルバムバージョンでの収録）
- 『AWESOME BEST』